# Иоанн (Деревянка)
Архиепископ Иоанн (в миру Иван Павлович Деревянка, укр. Іван Павлович Дерев´янка; 6 июля 1937, Зеньков, Полтавская область) — епископ УАПЦ в диаспоре в юрисдикции Константинопольского патриархата с титулом епископа Парнасского, управляющий Лондонской и Западно-Европейской а также Австралийский и Ново-Зеландский епархиями (до июля 2016 года).

## Биография
Родился он 6 июля 1937 года в семье Екатерины и Павла Деревянок — полтавчан по происхождению. У него было четверо братьев и сестра.
В 1943 году его семья прибыла на работу в Германию и проживала по окончании войны в лагере для перемещённых лиц в городе Корнберг до отъезда в 1947 году в Бельгию. С молодых лет принимал активное участие в приходской жизни.
В посёлке для шахтёров в Звартберге на Востоке Бельгии Иван Деревянка учился в украинской народной школе, затем в бельгийской средней школе в городе Генк, а по её окончании изучал математику на Лувенском университете.
После этого работал как служащий. В 1966 году он женился на Вере Бачинской.
К пастырскому служению ускоренно готовился под руководством своего тестя протопресвитера Ивана Бачинского.
20 июля 1980 году в Ландсхуте был рукоположен в сан диакона архиепископом Орестом (Иванюком), а 19 сентября 1982 году в священники архиепископом Анатолием (Дублянским) в городе Генк и окормлял украинскские общины в Бельгии.
После упокоения жены, 26 сентября 1989 года в Митрополичьем резиденции Саут-Баунд-Бруке, штат Нью Джерси пострижен в монашество Митрополитом УПЦ в США Мстиславом (Скрыпником) с именем Иоанн, а на следующий день был возведён в сан архимандрита.
27 октября 1991 в Лондоне был рукоположён во епископа иерархами УПЦ в США: Митрополитом Мстиславом, Архиепископом Константином и Епископом Антонием, и был назначен на кафедру в Лондон.
По принятии Украинской Православной Церкви США и Рассеяния под омофор Константинопольского патриарха 11/12 марта 1995 года, получил титул епископа Парнасского. За ним было оставлено окормление украинских приходов в Западной Европе и он продолжал проживать в Бельгии.
На Соборе Украинской Автокефальной Православной Церкви в диаспоре в сентябре 1999 года в городе Генк епископ Иоанн был избран преемником в 1997 году в Новом Ульме покойного Митрополита Анатолия, управляющего епископа Западно-Европейской Епархии, и возведён в сан архиепископа.
С февраля 2000 года управляет также Австралийской и Ново-Зеландской епархией. В июле 2016 года он вышел на покой.